# Grace Peixotto
Grace Peixotto, född 1817, död 1883, var en amerikansk bordellägare. Hon grundade och drev den berömda bordellen "Big Brick" på 11 Beresford Street i Charleston, South Carolina mellan 1852 och 1883.

## Biografi
Grace Peixotto var ett av nio barn till den judiske prästen Solomon Cohen Peixotto och Rachel Suares. Familjen flyttade till Charleston från St. Thomas i Västindien året efter hennes födelse. Hon gifte sig aldrig, och förlorade sina föräldrar vid tjugo års ålder.
År 1850 listas hon som ägare av sex kvinnliga slavar. Det är okänt huruvida hon prostituerade sina slavar, men detta var under hennes samtid vanligt bland stadens bordellägare: Margaret Clinton och Emily Timbrook listades till exempel som ägare av ungefär samma antal kvinnliga slavar, som de prostituerade omkring den ökända "Mulatto Alley". År 1851, vid 34 års ålder, köpte hon en tomt i Charleston, där hon lät bygga ett hus, i vilket hon året därpå öppnade sin bordell.
Grace Peixottos bordell lämnades i stort sett ifred av myndigheterna i enlighet med samtidens syn på bordeller som olagliga men oundvikliga, och hennes bordell omtalades öppet som tolererad av stadens styrande män. Hon bad till och med framgångsrikt stadens myndigheter att bekosta en stenlagd uppfart till bordellen. Formellt listades hon i likhet med övriga bordellägare som pensionatsägare.
Ett brev från henne till polisen klargör deras inställning till bordellen, och det framgår att hon accepterar tidvisa räder och beskyddarverksamhet, men invänder mot den formella fras som rutinmässigt användes mot bordellägare, vilket var att de höll ett "disorderly house", dvs ett "hus i oordning": 
"Jag är medveten om att ni polismän måste tjäna pengar vid sidan av och att vi måste betala er för ert beskydd, och det är i sin ordning. Jag vet att ni måste göra en räd mot oss då och då och ge oss böter, och det är också i sin ordning. Men det finns en sak jag invänder mot. Jag protesterar mot att ni i er anmälan mot mig anklagar mig för att förestå ett hus i oordning. Jag vill göra det klart att jag har de mest tystlåtna, respektabla, damlika hororna söder om Mason-Dixon-linjen."
Grace Peixotto var en kontroversiell person i Charleston, men lärde genom sin verksamhet känna många män ur stadens inflytelserika kretsar. Vid sin död 1883 lämnade hon sin bordell och övriga egendom till markägaren Jacob S. Myers, som anges ha gift sig med henne på hennes dödsbädd och som därefter blev en förmögen tobakshandlare. Hennes begravningsprocession var en av de längsta i stadens historia: de flesta av vagnarna i processionen var dock tomma, eftersom begravningsgästerna, många män i höga positioner, inte ville identifieras som hennes bekanta, utan sände en tom vagn.

### Bordellen
Grace Peixottos bordell hade salonger på den undre våningen där kunderna kunde inta alkohol och röka cigarr, och rum för prostitution på den övre våningen. Den var känd för sitt exklusiva klientel, sin diskretion och för att ha prostituerade som uppförde sig enligt det dåtida idealet för väluppfostrade damer. Bland de prostituerade fanns (något som i den tidens samhälle sågs som viktigt att påpeka), både vita, svarta och färgade kvinnor, och tog emot sjömän, kriminella och icke vita, både fria färgade och slavar, som kunder. Däremot ogillade Peixotto att ta emot de manliga college-studenter som ständigt kom till hennes bordell och uppmanade skolstyrelsen att avråda sina studenter från att gå på bordell, eftersom de inte hade pengar att betala för sig.
Grace Peixottos bordell klarade Charlestons stora brand 1861. Under det amerikanska inbördeskriget, när staden var ockuperad av unionstrupper, attackerade en grupp infödda män en annan grupp män som påstods ha överfallit en grupp kvinnor, och de förstnämnda fick sedan alibi av Grace Peixotto inför ockupationsmyndigheterna. År 1876 spelade bordellen en viktig politisk roll, då den på grund av sin diskretion var kampanjhögkvarter för valet av Wade Hampton III som guvernör, ett val som avslutade rekonstruktionstiden i South Carolina.
Bordellen "Big Brick" var fortsatt i bruk fram till att den stängdes av US Navy år 1942 på grund av faran för smitta av stationerade trupper, nittio år efter grundandet, då den påstods vara den äldsta bordellen i den västra hemisfären.

## Eftermäle
Grace Peixotto och hennes bordell svartmålades som ett bevis på Charlestons och Sydstaternas omoral i F. Adams abolitionistiska verk Manuel Pereira; Or, The Sovereign Rule of South Carolina (1853). 
Grace Peixotto var en av förlagorna för romankaraktären Belle Watling i Borta med vinden.